# آلبرتو اورزان
آلبرتو اورزان (به ایتالیایی: Alberto Orzan) بازیکن فوتبال و اهل ایتالیا است که از سال ۱۹۵۶ میلادی عضو تیم ملی فوتبال ایتالیا بوده و در ۴ بازی ملی حضور داشته‌است. او در بازی‌های ملی‌اش گلی به ثمر نرساند.
آلبرتو اورزان آخرین بازی ملی خود را در سال ۱۹۵۷ میلادی انجام داد.